# La Covalta
La Covalta és una muntanya de 215 metres que es troba al municipi de Miravet, a la comarca catalana de la Ribera d'Ebre.